# Escariz (São Mamede) e Escariz (São Martinho)
Escariz (São Mamede) e Escariz (São Martinho) (oficialmente: União das Freguesia de Escariz (São Mamede) e Escariz (São Martinho) é uma freguesia portuguesa do município de Vila Verde, com 5,78 km² de área e 744 habitantes (censo de 2021). A sua densidade populacional é 128,7 hab./km².

## História
Foi constituída em 2013, no âmbito de uma reforma administrativa nacional, pela agregação das antigas freguesias de São Mamede de Escariz e São Martinho de Escariz.
São Martinho de Escariz é a terra natal da escritora Maria do Céu Nogueira.

## Demografia
A população registada nos censos foi:
| Distribuição da População por Grupos Etários | Distribuição da População por Grupos Etários | Distribuição da População por Grupos Etários | Distribuição da População por Grupos Etários | Distribuição da População por Grupos Etários | Distribuição da População por Grupos Etários |
| -------------------------------------------- | -------------------------------------------- | -------------------------------------------- | -------------------------------------------- | -------------------------------------------- | -------------------------------------------- |
| Antes da agregação                           |                                              |                                              |                                              |                                              |                                              |
| Ano                                          | 0-14 anos                                    | 15-24 anos                                   | 25-64 anos                                   | >= 65 anos                                   | Total                                        |
| 2001                                         | 119                                          | 128                                          | 387                                          | 115                                          | 749                                          |
| 2011                                         | 91                                           | 82                                           | 408                                          | 168                                          | 749                                          |
| Após a agregação                             |                                              |                                              |                                              |                                              |                                              |
| Ano                                          | 0-14 anos                                    | 15-24 anos                                   | 25-64 anos                                   | >= 65 anos                                   | Total                                        |
| 2021                                         | 75                                           | 66                                           | 356                                          | 247                                          | 744                                          |

## Património
- Igreja Matriz de São Mamede de Escariz
- Cruzeiro de São Mamede de Escariz
- Capela das Cruzes
- Fonte da Carapuça